# Исаевка (Никольский район)
Иса́евка — село в Никольском районе Пензенской области России. Входит в состав Нижнешкафтинского сельсовета.

## География
Село находится в северо-восточной части Пензенской области, в подзоне северной лесостепи, в пределах западного склона Приволжской возвышенности, на правом берегу реки Сура, на расстоянии примерно 38 км (по прямой) к юго-западу от города Никольск, административного центра района. Абсолютная высота — 128 м над уровнем моря.

### Климат
Климат характеризуется как умеренно континентальный, с холодной зимой и умеренно жарким летом. Средняя температура воздуха самого холодного месяца (января) составляет −13,3 °C (абсолютный минимум — −34 °C); самого тёплого месяца (июля) — 19,2 °C (абсолютный максимум — 39 °С). Безморозный период длится 126 дней. Годовое количество атмосферных осадков — 527 мм, из которых большая часть выпадает в период с апреля по октябрь. Устойчивый снежный покров образуется в конце ноября и держится в среднем 149 дней.

### Часовой пояс
Село Исаевка, как и вся Пензенская область, находится в часовой зоне МСК (московское время). Смещение применяемого времени относительно UTC составляет +3:00.

## Население
| 1748 | 1782 | 1864 | 1911 | 1926 | 1930 | 1939 |
| ---- | ---- | ---- | ---- | ---- | ---- | ---- |
| 62   | ↗97  | ↗171 | ↗493 | ↗671 | ↗712 | ↘613 |
| 1959 | 1979 | 1989 | 1996 | 2002 | 2010 |      |
| ↘497 | ↘230 | ↘131 | ↘105 | ↘60  | ↘27  |      |

### Национальный состав
Согласно результатам переписи 2002 года, в национальной структуре населения русские составляли 98 % из 60 чел.